# Iphone 5S
Iphone 5S (marknadsfört som iPhone 5s) är en smart mobiltelefon som är skapad av Apple. Den är den åttonde enheten i Apples Iphone-serie och den släpptes i Sverige 25 oktober 2013. Apple höll en presentation för att visa mobiltelefonen och den billigare modellen Iphone 5C, den 10 september 2013.
Precis som med Iphone 3GS och Iphone 4S, så är Iphone 5S en uppdaterad version av dess föregångare, Iphone 5. Detta var första Iphone-modellen som fungerade fullt ut i svenska LTE-nät. Formen är identisk med Iphone 5, bortsett från hemknappen. Hemknappen har nu en yta bestående av laserslipat safirglas och runt den finns en metallring. Touch ID, en fingeravtrycksläsare är inbyggd i hemknappen. Touch ID kan användas för att låsa upp telefonen och bekräfta köp i App Store och Itunes.
Apple har också uppdaterat kameran med en större bländaröppning och en dubbel diod-blixt som är optimerad för olika färgtemperaturer.
Iphone 5S introducerar även ett A7-chipp som är byggt kring en 64-bitars arkitektur (Apple påstår att det är den första 64-bitars-processor som har skapats till en smarttelefon) och den nya tilläggs-processorn M7 som är till för att avlasta A7-chippet genom att samla in rörelsedata från accelerometern, gyroskopet och kompassen. Iphone 5S kommer med det mobila operativsystemet IOS 7 som har ett helt nytt utseende och nya funktioner.
Iphone 5S har till stor del fått ett bra mottagande och många anser att det är den bästa mobiltelefonen som är tillgänglig på marknaden, tack vare dess uppgraderade hårdvara, Touch ID och ändringarna i IOS 7. Andra kritiserar dock Iphone 5S för att vara för lik dess föregångare och många kritiserar även säkerheten i Touch ID. Iphone 5S sålde, tillsammans med Iphone 5C, 9 miljoner enheter under helgen den släpptes i USA, vilket slår Apples tidigare rekord för antal sålda Iphone vid släppdatumet och blev dessutom den mest sålda mobiltelefonen i USA under hela september.